# Weißbach (Oberviechtach)
Weißbach ist ein Ortsteil der Stadt Oberviechtach im Oberpfälzer Landkreis Schwandorf in Bayern.

## Geographische Lage
Die Einöde Weißbach liegt etwa 1,5 km südlich von Pullenried
auf den südöstlichen Hängen Pullenrieds dem Murachtal zu
in der Nähe des Weißbachs, der an diesen Hängen entspringt und
bei Plechhammer in die Murach mündet.

## Geschichte
Zum Stichtag 23. März 1913 (Osterfest) wurde Weißbach als Teil der Pfarrei Pullenried mit zwei Häusern und 15 Einwohnern aufgeführt.
Am 31. Dezember 1969 hatte die Gemeinde Pullenried 76 Häuser, 336 Einwohner
und eine Fläche von 537 ha, davon 145 ha Wald.
Zu ihr gehörten
Plechhammer mit Sägewerk (7 Häuser),
Neumühle mit Sägewerk (1 Haus),
Weißbach (2 Häuser),
Hannamühle (1 Haus).
Am 31. Dezember 1990 hatte Weißbach 9 Einwohner und gehörte zur Pfarrei Pullenried und zur Gemeinde Oberviechtach.

## Kultur und Sehenswürdigkeiten
In Weißbach steht eine 1950 erbaute Kapelle.